# 안삭군
안삭군(安朔郡)은 1414년에 안협현(安峽縣)과 삭녕현(朔寧縣)을 합쳐 경기도에 만든 군이다. 1416년에 폐지되었다.

## 같이 보기
- 안협군
- 삭녕군
- 철원군 (북)